# Кубок німецької ліги з футболу 2007
Кубок німецької ліги 2007 — 12-й (останній) розіграш Кубка німецької ліги. Змагання проводиться за системою «плей-оф», де і визначають переможця. Переможцем вшосте стала Баварія.

## Календар
| Раунд        | Дата             | Матчі | Клуби |
| ------------ | ---------------- | ----- | ----- |
| Перший раунд | 21 липня 2007    | 2     | 6 → 4 |
| 1/2 фіналу   | 24-25 липня 2007 | 2     | 4 → 2 |
| Фінал        | 28 липня 2007    | 1     | 2 → 1 |

## Перший раунд
| Команда 1     | Рахунок | Команда 2 |
| ------------- | ------- | --------- |
| 21 липня 2007 |         |           |
| Шальке 04     | 1:0     | Карлсруе  |
| Вердер        | 1:4     | Баварія   |

## 1/2 фіналу
| Команда 1     | Рахунок | Команда 2 |
| ------------- | ------- | --------- |
| 24 липня 2007 |         |           |
| Нюрнберг      | 2:4     | Шальке 04 |
| 25 липня 2007 |         |           |
| Штутгарт      | 0:2     | Баварія   |

## Фінал
| 28 липня 2007 20:00 (EEST) |

| Шальке 04 | 0:1      | Баварія   |
| --------- | -------- | --------- |
|           | Протокол | Клозе 29' |

| Централштадіон, Лейпциг Глядачів: 43 500 Арбітр: Флоріан Маєр |